# Castro de Fuentidueña
Castro de Fuentidueña é um município da Espanha na província de Segóvia, comunidade autónoma de Castela e Leão, de área 19,62 km² com população de 71 habitantes (2007) e densidade populacional de 3,72 hab/km².

## Demografia
| Variação demográfica do município entre 1991 e 2004 | Variação demográfica do município entre 1991 e 2004 | Variação demográfica do município entre 1991 e 2004 | Variação demográfica do município entre 1991 e 2004 |
| --------------------------------------------------- | --------------------------------------------------- | --------------------------------------------------- | --------------------------------------------------- |
| 1991                                                | 1996                                                | 2001                                                | 2004                                                |
| 106                                                 | 95                                                  | 83                                                  | 73                                                  |